# Georg Philipp Mylius
Georg Philipp August Mylius (* 2. Dezember 1696 in Heilbronn; † 22. April 1781 ebenda) war von 1758 bis 1781 Bürgermeister von Heilbronn.

## Leben
Mylius entstammte einer alten hessischen Familie, die mit Ludwig Mylius 1675 nach Heilbronn gekommen war. Ludwig Mylius wurde Stadtarzt und 1694 Ratsmitglied in Heilbronn. Aus seiner zweiten Ehe mit Maria Magdalena Mockel entstammte der 1696 geborene Sohn Georg Philipp August Mylius.
Georg besuchte das Heilbronner Gymnasium und immatrikulierte sich am 28. Juni 1713 an der Universität Gießen für ein Studium der Rechtswissenschaft, das er an der Universität Marburg abschloss. Danach war er vorübergehend bei einem Onkel in Frankfurt am Main tätig, bevor er 1727 in das Heilbronner Stadtgericht berufen wurde. Von 19. August 1732 an gehörte er dem kleinen, inneren Rat („von den burgern“) an und 1741 war er Steuerherr. Am 13. Juli 1757 wurde er dritter Bürgermeister von Heilbronn. Im Jahr 1766 rückte er auf die zweite Bürgermeisterstelle nach und wurde von Kaiser Joseph II. mit verschiedenen städtischen Lehen (Flein, Altböckingen, Vogtei, Lad- und Eichamt sowie Fischwasser) belehnt. Nach dem Tod von Georg Heinrich Orth rückte er 1770 auf die Stelle als erster Bürgermeister nach. Seine Amtszeit fällt größtenteils in die Zeit nach dem 1763 geschlossenen Frieden von Hubertusburg, die als mehrere Jahrzehnte währende Blütezeit der Reichsstadt Heilbronn betrachtet wird. Im Februar 1781 legte er sein Amt aus Altersgründen nieder. Zwei Monate später verstarb er nach kurzer Krankheit und wurde auf dem Friedhof an der Weinsberger Straße beigesetzt.
Georg Philipp Mylius war ab 1736 mit Maria Rehm (1710–1780) verheiratet und hatte neun Kinder, wovon sieben in jungen Jahren verstorben sind.